# Telê Ancona Lopez
Therezinha Apparecida Jardim Porto, mais conhecida como Telê Ancona Lopez (Ribeirão Preto, 2 de novembro de 1938) é uma professora e pesquisadora brasileira, uma das principais estudiosas e editoras da obra de Mário de Andrade.

## Biografia
Graduou-se em Letras Neolatinas (1961), e fez especializações em Teoria Literária e Literatura Comparada, Literatura Brasileira e Literatura Portuguesa (1962). No mestrado defendeu a dissertação O se-sequestro da dona ausente: reconstrução de um estudo de Mário de Andrade a partir de suas notas de leitura (1967), obteve o doutorado com a tese Mário de Andrade: ideologia e cultura popular (1970), e a livre-docência com a pesquisa O cronista Mário de Andrade.
Por longos anos, até 2008, foi a curadora do Arquivo Mário de Andrade no Instituto de Estudos Brasileiros da Universidade de São Paulo, onde é professora titular de Literatura. Participou da transcrição integral da marginália de Mário e coordenou a organização de sua correspondência e manuscritos, sua biblioteca e outros materiais. Entre 2006 e 2011 coordenou o projeto temático Estudo do processo de criação de Mário de Andrade nos manuscritos de seu arquivo, em sua correspondência, em sua marginália e em suas leituras. Seus escritos são referência obrigatória para o estudo da produção de Mário de Andrade, na qual é uma das principais autoridades. Orientou diversos trabalhos de mestrado e doutorado que contribuíram para ampliar o conhecimento sobre este autor.
Preparou edições do romance inédito Quatro Pessoas (com Maria Zélia Galvão de Almeida), da novela Balança, Trombeta e Battleship, do romance O Turista Aprendiz, e sobretudo organizou uma importante edição crítica da obra-prima andradiana, o Macunaíma, que foi traduzida e publicada em vários países e teve três edições nacionais. Em 2007, contando com a ajuda de colaboradores, foi encarregada de coordenar as edições de texto fiel de obras do autor num projeto conjunto das editoras Agir e Nova Fronteira e do Instituto de Estudos Brasileiros-USP, que resultou na publicação de Macunaíma, Amar, Verbo Intransitivo, Os Contos de Belazarte, Obra Imatura e Poesias Completas. Também estuda outros escritores modernistas brasileiros, trabalhando nas áreas de crítica textual, crítica genética, correspondência, crônica jornalística, diários e memórias. É Professora Emérita do IEB-USP. 

## Obras
Tem uma extensa série de livros, artigos e capítulos de livros publicados. Além do trabalho editorial, podem ser citados os livros:
- Mário de Andrade, cronista do modernismo: 1920-1921, Senac, 2004
- Mariodeandradiando, HUCITEC, 1996
- Manuel Bandeira: Verso e Reverso, T. A. Queiroz/IEB/FAPESP, 1987
- A imagem de Mário: Fotobiografia, Alumbramento/Crefisul, 1984
- Macunaíma: A margem e o texto, Hucitec, 1975
- Brasil: 1º tempo modernista: 1917-29, IEB-USP, 1973 (co-organizadora)
- Mário de Andrade: Ramais e caminho, Duas Cidades, 1972